# Cornu de Jos (Cornu), Prahova
Cornu de Jos este satul de reședință al comunei Cornu din județul Prahova, Muntenia, România.
În trecutul îndepărtat, era un singur sat Cornu. Pe la sfârșitul secolului al XVIII-lea, satul capătă determinativul „de Jos”.
În 1831, așezarea era, din punct de vedere administrativ, un sat din plaiul Prahova cu 99 de gospodării.